# Češki šaš
Češki šaš (lat. Carex bohemica), trajnica, ili ponekad jednogodišnja biljka iz porodice šiljovki. Raširena je po Euroaziji, ali ujedno i kritično ugrožena vrsta.
Raste busenasto, s brojnim stabljikama koje se uzdižu ukoso od busena, visoke do najviše 60 centimetara, debele do 2mm, glatke, trobride, a u gornjem dijelu ne nose listove. U Hrvatskoj je zastupljena u kopačkom ritu, te u Baranjskoj mezoregiji.
- Opis1
- Opis2
- C. bohemica
- C. bohemica